# Einfügungsgebot
§ 34 Baugesetzbuch ist die maßgebende, in Deutschland bundesweit gültige Vorschrift für Bauvorhaben im unbeplanten Innenbereich, also außerhalb von Bebauungsplangebieten. Das wichtigste Prinzip dieser Vorschrift ist das Einfügungsgebot.
Wenn die grundsätzliche Feststellung getroffen ist, dass Baurecht besteht und die Erschließung (Verkehrsanschluss, Wasser, Abwasser, Energie) gesichert ist, prüft die Baubehörde, ob sich das Bauvorhaben im Sinne des § 34 BauGB in die nähere Umgebung einfügt. Der dabei zu prüfende Sachverhalt ist den meisten Laien und oft auch vielen Architekten nicht ganz klar. Die Begriffe „nähere Umgebung“ und „einfügen“ sind nicht eindeutig geklärt und können nur mit Hilfe der umfangreichen Kommentierungen eingegrenzt werden.
Auf den Begriff „nähere Umgebung“ geht das Gesetz nicht näher ein; die „Einfügung“ wird zumindest auf vier Parameter eingegrenzt, nämlich die Art der Nutzung (Wohnen, Gewerbe usw.), das Maß der Nutzung (Kubatur, Bauhöhen), die Bauweise (offen oder geschlossen) und die überbaute Fläche.
Die nähere Umgebung als Rahmen für die Art der Nutzung fällt bei diesen vier Parametern heraus, wenn sich das Gebiet, in dem das Bauvorhaben stattfindet, eindeutig einem Gebietstyp nach Baunutzungsverordnung (BauNVO) zuordnen lässt. In diesem Fall erfolgt die Beurteilung der Art der Nutzung allein nach der BauNVO. Demnach kann eine Nutzung zulässig sein, die bisher in der näheren Umgebung noch nicht vorkommt. Es muss aber betont werden, dass sich diese Vorschrift allein auf die Art der Nutzung bezieht, nicht auf die übrigen Parameter. Deren Zulässigkeit, insbesondere die des Maßes der Nutzung und der überbaubaren Fläche, wird immer nach der näheren Umgebung beurteilt. Je nach Bebauung in der Umgebung können aber geringere oder auch höhere Werte als Obergrenzen zum Tragen kommen.
Je einheitlicher ein vorhandenes Gebiet strukturiert ist, desto einfacher lässt sich ein neues Vorhaben beurteilen. Je vielfältiger jedoch die Bauformen und Nutzungen sind, desto schwerer fällt die Bestimmung eines Rahmens. In der Regel kann sich ein Neubau nicht auf sogenannte Ausreißer beziehen, beispielsweise auf einzelne über den Schnitt herausragende Bauhöhen oder einzelne, herausfallende Nutzungen. Bei Bauhöhen ist nicht die Geschossigkeit, sondern die absolute Gebäudehöhe (Trauf- und Firsthöhe) maßgebend. Bei den bebaubaren Flächen richtet sich das Maß nicht nach den in der Umgebung vorhandenen Grundflächenzahlen, sondern nach den tatsächlichen Gebäudeflächen, unabhängig von der Grundstücksgröße. Damit einher geht in der Regel die Einhaltung vorhandener Gebäudefluchten. Da diese im rückwärtigen Bereich weniger bestimmbar sind, wird als hintere Baugrenze, bei Wegfall von Ausreißern, die tiefste vorhandene Bebauung als Maß genommen. Dabei muss jedoch nach Hauptnutzungen und Nebennutzungen unterschieden werden. Mit dem Begriff „Bauweise“ wird die offene oder geschlossene Bebauung gemeint, wie sie in § 22 BauNVO definiert ist. Bei der offenen Bebauung handelt es sich um Gebäude mit seitlichem Grenzabstand als Einzel-, Doppelhäuser oder Hausgruppen; die Gesamtlänge eines Gebäudes, Doppelhauses oder einer Hausgruppe darf 50 m nicht überschreiten. Bei der geschlossenen Bauweise werden Gebäude ohne seitlichen Grenzabstand gebaut, wie zum Beispiel bei der innerstädtischen Blockrandbebauung.